# N692 (België)
De N692 is een gewestweg in de Belgische provincie Luik. De weg ligt ten zuidwesten van Büllingen. Het verbindt de N658 in Büllingen met de N658 even verderop die een kleine omweg maakt door eerst het traject van de N632 te volgen richting het westen om na 1,8 kilometer af te slaan naar het zuiden. Vanuit Büllingen naar Amel is het via de N692 een kilometer korter. De lengte van de N692 is ongeveer 2,2 kilometer.